# Cosmariomyia argyrosticta
Cosmariomyia argyrosticta är en tvåvingeart som beskrevs av Kertesz 1914. Cosmariomyia argyrosticta ingår i släktet Cosmariomyia och familjen vapenflugor. Inga underarter finns listade i Catalogue of Life.